# Arma táctica
Las armas tácticas son aquellas destinadas a la destrucción o desarticulación del enemigo de manera restringida al campo de batalla o a la retaguardia avanzada, de tal forma que permitan la continuación de las propias actividades militares. Generalmente, el concepto se usa como antónimo de armas estratégicas.
Esta denominación también suele implicar un escaso alcance; de esta forma avión táctico serían los cazas y aviones pequeños. También conlleva una escasa capacidad de carga útil; soliéndose considerar a un C-130 como transporte táctico frente a, por ejemplo, los A400M. Por supuesto, la barrera entre estratégico y táctico ha variado con el tiempo según avanzaba la técnica.
- Datos: Q5704347